# Lakin, Kansas
Lakin là một thành phố thuộc quận Kearny, tiểu bang Kansas, Hoa Kỳ. Năm 2010, dân số của xã này là 2216 người.

## Dân số
Dân số các năm:
- Năm 2000: 2316 người
- Năm 2010: 2216 người